# André Glon
André Glon, né le 28 décembre 1913 à Loudéac et mort le 22 décembre 1992 à Pontivy, est un homme politique français.